# Oedembia dilatamenta
Oedembia dilatamenta is een insectensoort uit de familie Embiidae, die tot de orde webspinners (Embioptera) behoort. De soort komt voor in India (Assam).
Oedembia dilatamenta is voor het eerst wetenschappelijk beschreven door Ross in 2007.